# Филимонки
Филимонки — посёлок в Новомосковском административном округе Москвы (до 1 июля 2012 года был в составе Ленинского района Московской области). Входит в состав Филимонковского района. Расположен на реке Ликове примерно в 5 км к югу от центра города Московский. Ближайшие населённые пункты — деревня Пушкино и посёлок Радиоцентр.

## История
Упоминается в документах первой четверти XVII века как деревня «Филимоново, Филимонцево тож». С конца XIX века значится в документах как Филимонки. Название, предположительно, произошло от календарного личного имени Филимон.
В XVIII веке в селе Филимонки появилась усадьба. В начале XIX века усадьба принадлежала Д. В. Измайлову, который занялся её реконструкцией. В середине XIX века усадьба принадлежала князьям Святополк-Четвертинским, при них в 1855—1888 годах в селе была построена Троицкая церковь. В 1891 году на средства В. Б. Святополк-Четвертинской был основан Князь-Владимирский женский монастырь. В 1900—1904 годах при монастыре была построена Успенская церковь.
В XIX веке село Филимонки входило в состав Десенской волости Подольского уезда. В 1899 году в селе проживало 27 человек.
В 1920-е годы монастырь был закрыт, его постройки использовались психоневрологическим интернатом.

## Население
| 2002 | 2006  | 2010  |
| ---- | ----- | ----- |
| 2169 | ↘1329 | ↗2453 |

Согласно Всероссийской переписи, в 2002 году в посёлке проживало 2169 человек (1016 мужчин и 1153 женщины).

## Достопримечательности
- Усадьба Филимонки XIX века. Находится в аварийном состоянии. Главный дом сгорел в 2006 году[10]. Сохранился флигель и парк. Усадьба имеет статус памятника архитектуры федерального значения[11]. Здесь проживала основательница монастыря.
- Троицкая церковь оригинальной архитектуры построена в неоготическом стиле в 1855—1888 годах по проекту архитектора Ж. Ф. Тибо владельцем этих мест князем Владимиром Святополк-Четвертинским, умершим за несколько дней до освящения храма в 1861 году. Имение перешло по наследству его сестре Вере которая спустя 30 лет решила создать рядом с собором женский монастырь, назвав его в честь брата Князе-Владимирским. Состоит из крестообразного храма и высокой колокольни. Церковь частично разрушена. С середины 1990-х здание передано православной церкви, ведутся реставрационные работы[12]. Находится на территории психоневрологической больницы.
- Успенская церковь, построенная в 1900-е годы в русском стиле. Состоит из храма и трапезной с двумя приделами[12]. Сохранилась лучше, в ней проводятся службы. Также находится на территории больницы.
- Князь-Владимирский женский монастырь (ныне не действует).